# Brian Swanson
Brian Christopher Swanson (* 24. März 1976 in Eagle River, Alaska) ist ein ehemaliger US-amerikanischer Eishockeyspieler, der im Verlauf seiner aktiven Karriere zwischen 1995 und 2012 unter anderem 315 Spiele für die Kassel Huskies, Nürnberg Ice Tigers und Iserlohn Roosters in der Deutschen Eishockey Liga (DEL) auf der Position des Centers bestritten hat. Darüber hinaus absolvierte Swanson weitere 70 Partien für die Edmonton Oilers und Atlanta Thrashers in der National Hockey League (NHL) sowie annähernd 300 Begegnungen in der American Hockey League (AHL).

## Karriere
Swanson begann seine Karriere in der lokalen Juniorenliga AAHL  bei den Anchorage North Stars. Nach zwei Jahren ging er 1993 zu den Omaha Lancers aus der United States Hockey League (USHL) und verbrachte schließlich seine Studienzeit in der Western Collegiate Hockey Association (WCHA), einer Liga im Spielbetrieb der National Collegiate Athletic Association (NCAA), am Colorado College. Dort konnte der US-Amerikaner gleich in seiner ersten Saison überzeugen und war darüber hinaus einer der punktbesten Spieler in seinem Team, da er in 40 Spielen 49 Scorerpunkte erzielen konnte. In den folgenden drei Jahren konnte sich der Linksschütze kontinuierlich steigern und erzielte insgesamt 232 Punkte in 167 Partien. Swanson erhielt sieben Auszeichnungen für seine Leistungen. Beim NHL Entry Draft 1994 wurde der Center von den San Jose Sharks aus der National Hockey League (NHL) in der fünften Runde als 115. Spieler ausgewählt. Diese hatten ihn bereits 1996 zusammen mit Jayson More und einem Viertrunden-Wahlrecht im NHL Entry Draft 1997 für Marty McSorley zu den New York Rangers transferiert.

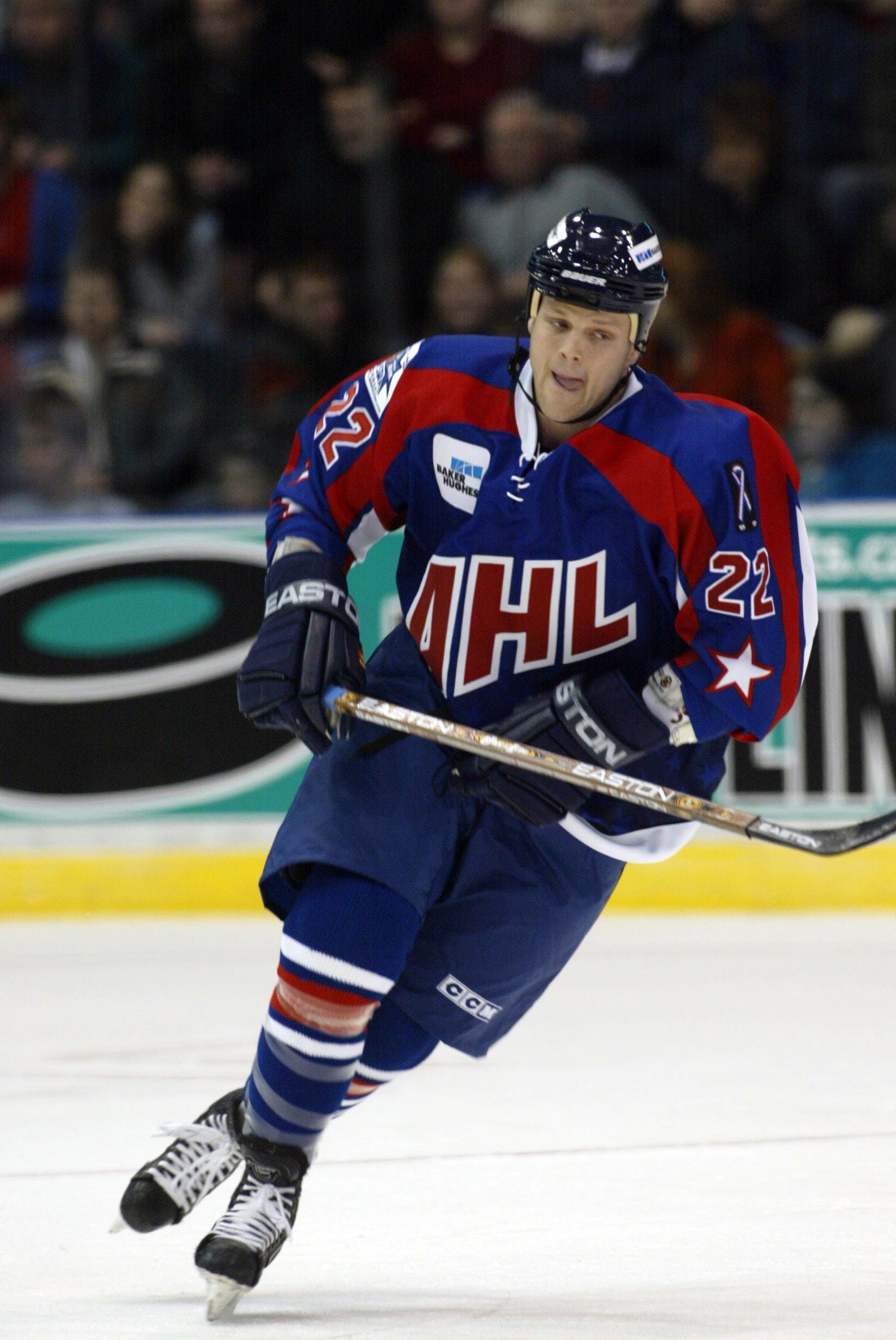
Swanson beim AHL All-Star Classic 2002

Die letzten vier Spiele der Saison 1998/99 bestritt Swanson nach Abschluss seines Studiums für das Hartford Wolf Pack aus der American Hockey League (AHL), dem Farmteam der Rangers. Im Sommer 1999 unterschrieb Swanson als Free Agent einen Vertrag bei den Edmonton Oilers, kam jedoch überwiegend bei deren Kooperationspartner Hamilton Bulldogs zum Einsatz, wo er zu den besten Scorern gehörte. Erst in seiner vierten und letzten Spielzeit in Edmonton gelang Swanson der Durchbruch, als er 44 NHL-Spiele absolvierte und zwölf Scorerpunkte erzielte. Danach folgte – ebenfalls als Free Agent – ein Wechsel zu den Atlanta Thrashers, bei denen der US-Amerikaner jedoch ebenfalls fast ausschließlich für das Farmteam Chicago Wolves auf dem Eis stand und in 70 Spielen insgesamt 47 Scorerpunkte für sich verbuchen konnte.
Auch aufgrund des Lockouts der NHL-Saison schloss sich Brian Swanson zur Spielzeit 2004/05 den Kassel Huskies aus der Deutschen Eishockey Liga (DEL) an, mit denen er sportlich abstieg. Daraufhin unterschrieb er zum folgenden Spieljahr 2005/06 bei den Nürnberg Ice Tigers. In seinem zweiten Jahr wurde Swanson deutscher Vizemeister. In der Spielzeit 2007/08 erhöhte er seine Punkteausbeute an der Seite von Petr Fical und Andre Savage nochmals, schied aber in den Playoffs früh aus. Das folgende Jahr absolvierte der US-Amerikaner trotz einer Verletzung komplett, konnte durch dieses Handicap aber nicht seine gewohnte Leistung bringen. In der Sommerpause konnte er sich nicht auf einen neuen Vertrag mit den Nürnberger Verantwortlichen einigen. Anschließend wechselte Swanson zum Ligakonkurrenten Iserlohn Roosters. Dort agierte er zunächst als Center zwischen dem langjährigen Duo Jimmy Roy und Ryan Ready. Bereits am 18. Spieltag erreichte er mit seinem neunten Saisontor seine Vorjahresleistung. Nach Umstellungen im Team bildete er ab November 2009 eine Reihe mit Jeff Giuliano und Daniel Sparre.
Swanson kehrte im Juli 2010 in seinen Heimat-Bundesstaat Alaska zurück und unterschrieb einen Kontrakt bei den Alaska Aces in der ECHL. Dort wurde er zum Stammspieler und avancierte zu einem der besten Scorer der Mannschaft. Sein hoher sportlicher Standard und seine Fairness führten dazu, dass Swanson mit dem ECHL Sportsmanship Award geehrt wurde. Zum Saisonende 2010/11 gewann er mit den Alaska Aces mit dem Kelly Cup die Meisterschaft der ECHL. In seiner zweiten Spielzeit im Trikot der Alaska Aces war Swanson der Mannschaftskapitän des Teams. Im Mai 2012 beendete der 36-Jährige seine aktive Laufbahn.

### International
Mit der US-amerikanischen U20-Auswahl nahm Swanson an der Junioren-Weltmeisterschaft 1996 teil, bei der er mit dem Team den fünften Platz im Endklassement belegte. In sechs Turniereinsätzen erzielte der Stürmer drei Scorerpunkte, darunter zwei Tore.

## Erfolge und Auszeichnungen
| - 1994 USHL First All-Star Team - 1995 USHL Second All-Star Team - 1996 WCHA Second All-Star Team - 1996 WCHA Rookie of the Year - 1997 WCHA First All-Star Team - 1998 NCAA West Second All-American Team - 1998 WCHA First All-Star Team | - 1999 NCAA West First All-American Team - 1999 WCHA First All-Star Team - 2002 Teilnahme am AHL All-Star Classic - 2002 AHL Second All-Star Team - 2007 Deutscher Vizemeister mit den Nürnberg Ice Tigers - 2011 Kelly-Cup-Gewinn mit den Alaska Aces - 2011 ECHL Sportsmanship Award |

## Karrierestatistik

### International
Vertrat die USA bei:
- Junioren-Weltmeisterschaft 1996

(Legende zur Spielerstatistik: Sp oder GP = absolvierte Spiele; T oder G = erzielte Tore; V oder A = erzielte Assists; Pkt oder Pts = erzielte Scorerpunkte; SM oder PIM = erhaltene Strafminuten; +/− = Plus/Minus-Bilanz; PP = erzielte Überzahltore; SH = erzielte Unterzahltore; GW = erzielte Siegtore; 1 Play-downs/Relegation; Kursiv: Statistik nicht vollständig)